# واکنش باودیش
واکنش باودیش(به انگلیسی: Baudisch reaction) یک واکنش شیمیایی در شیمی آلی است که طی آن محلولی آبی از کلرید هیدروکسیل‌آمونیوم و هیدروژن پراکسید با بنزن یا فنول و در حضور یون مس(II) واکنش داده و یک اورتو-نیتروسوفنول ایجاد می‌کند. مادهٔ به دست آمده در تولید جوهر کاربرد دارد. این واکنش نخستین بار در سال ۱۹۳۹ توسط اوسکار باودیش شیمیدان استرالیایی-آمریکایی کشف شد.